# موریانگان
موریانگان (نام علمی: Termitidae) نام یک تیره از راسته سوسک است.